# 普里盧基區
普里盧基區（羅馬化：Prylutskyi raion）是烏克蘭北部切尔尼戈夫州的一個區，行政中心設於普里盧基，人口数量为152,632人（2021年估计）。

## 历史
2020年7月18日作为乌克兰行政区划改革的一部分，切尔尼戈夫州的区份数量减至5个，普里卢基区的面积显著增加。改革前普里卢基区的面积为1,800平方公里，2020年人口数量为34,406人。

## 行政区划
普里卢基区下分为11个市镇。